# 19442 Brianrice
19442 Brianrice è un asteroide della fascia principale. Scoperto nel 1998, presenta un'orbita caratterizzata da un semiasse maggiore pari a 2,7388895 UA e da un'eccentricità di 0,0881175, inclinata di 4,41531° rispetto all'eclittica.